# یارتسفو
شهر یارتسفو (به روسی: Ярцево) در کشور روسیه و در اوبلاست اسمالنسک واقع شده‌است.